# Roman Staněk
Pour les articles homonymes, voir Staněk.
Roman Staněk, né le 25 février 2004 à Valašské Meziříčí, est un pilote automobile tchèque. Meilleur débutant du championnat d'Allemagne de Formule 4 en 2019, il évolue en Formule 3 FIA de 2020 à 2022, puis en Formule 2 à partir de 2023.

## Biographie

### Du karting à la Formule 4
Roman Staněk naît en 2004 à Valašské Meziříčí et commence le karting dès l'enfance. Il passe rapidement aux compétitions internationales en catégorie OK Junior, étant notamment sacré champion de la WSK Final Cup en 2017. Il passe en catégorie OK Senior l'année suivante avec Kosmic Racing-Vortex. Il suit alors les traces de Théo Pourchaire, pilote Kosmic l'année précédente, en remportant une épreuve dès sa première année en championnat d'Europe Senior,. En 2019, à seulement quinze ans, il est recruté par le Sauber Junior Team, et est placé chez US Racing-Charouz Racing System pour faire ses débuts en monoplace dans les championnats allemand et italien de Formule 4. Quelques jours après son quinzième anniversaire, il fait une apparition ponctuelle dans le championnat des Émirats arabes unis de Formule 4 pour se préparer à la Formule 4 allemande et italienne, finissant sixième à trois reprises.
Dès la première manche en Formule 4 allemande, à la Motorsport Arena Oschersleben, Roman Staněk s'impose dans la troisième course et prend la tête du championnat. Après quelques manches moins réussies en Allemagne, entrecoupées de plusieurs podiums en Italie, le pilote tchèque renoue avec la victoire sur le Nürburgring sur une piste détrempée. En retrait de la lutte pour le championnat entre Théo Pourchaire et Dennis Hauger, Roman Staněk, moins expérimenté, sécurise tout de même la quatrième place du championnat d'Allemagne et le titre de meilleur débutant face à Paul Aron. Il décroche une victoire supplémentaire en Italie, lui permettant de terminer cinquième du championnat, en ayant manqué une manche. Pour sa première année en monoplace, le pilote tchèque est considéré comme l'une des révélations de la saison.

### La Formule 3 FIA

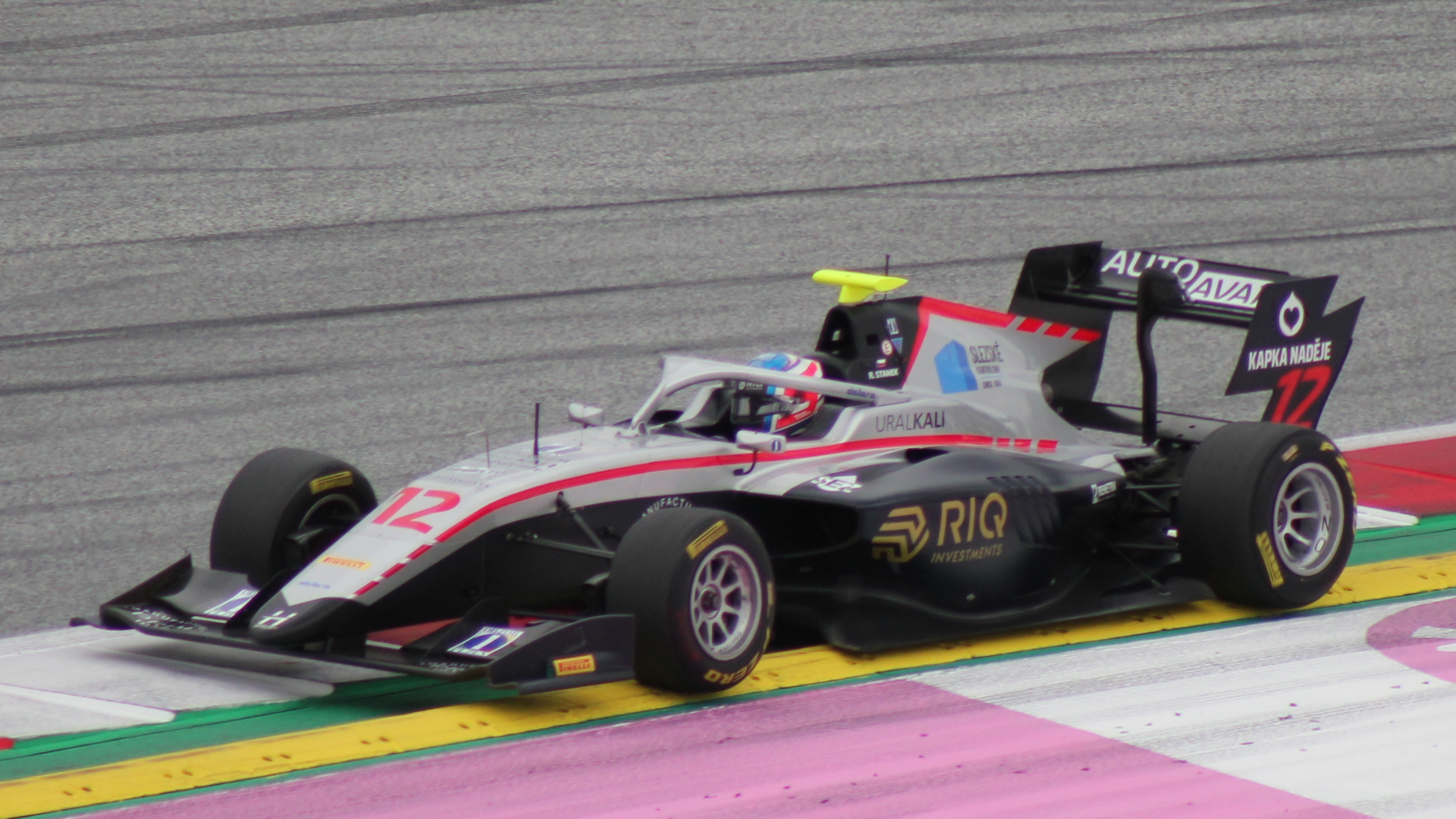
Roman Staněk en Formule 3 FIA en 2021 à Spielberg.

Pour la saison 2020, Sauber réorganise totalement son équipe junior et Roman Staněk perd le soutien de l'équipe suisse ; il s'engage en championnat d'Europe de Formule 3 régionale avec Prema Powerteam. Après la pandémie de Covid-19, les championnats de sport automobile sont chamboulés, et son contrat avec Prema est rompu au profit de Jamie Chadwick. Cependant, il arrive à rebondir dans la catégorie supérieure, en Formule 3 FIA avec Charouz Racing System, pour remplacer l'expérimenté Niko Kari, avant le début de saison. La saison est cependant très difficile pour Staněk et son équipe, dernière au championnat : il ne marque que trois points et finit 21e du championnat, devant ses coéquipiers Igor Fraga, Mikhael Belov et David Schumacher, totalisant à eux trois, deux points. Plus tard dans la saison, il effectue une participation ponctuelle en Formula Renault Eurocup, au volant d'une voiture et au sein d'une écurie qu'il ne connait pas, marquant tout de même deux points.
Après avoir effectué des tests pour Prema Powerteam et ART Grand Prix lors des essais de fin d'année de Formule 3, il rejoint Hitech Grand Prix, deuxième meilleure équipe l'an passé, pour la saison 2021 de Formule 3. Après avoir inscrit son premier point de la saison à Barcelone, il termine quatrième de la deuxième course du Red Bull Ring puis monte sur son premier podium lors de deuxième course du Hungaroring. Il en réalise un autre dès la manche suivante à Spa-Francorchamps. A l'issue de la saison, il se classe seizième du championnat avec 29 points. Il prend également part à la manche d'Imola en Euroformula Open ù il décorche une victoire et termine deuxième de la dernière course.

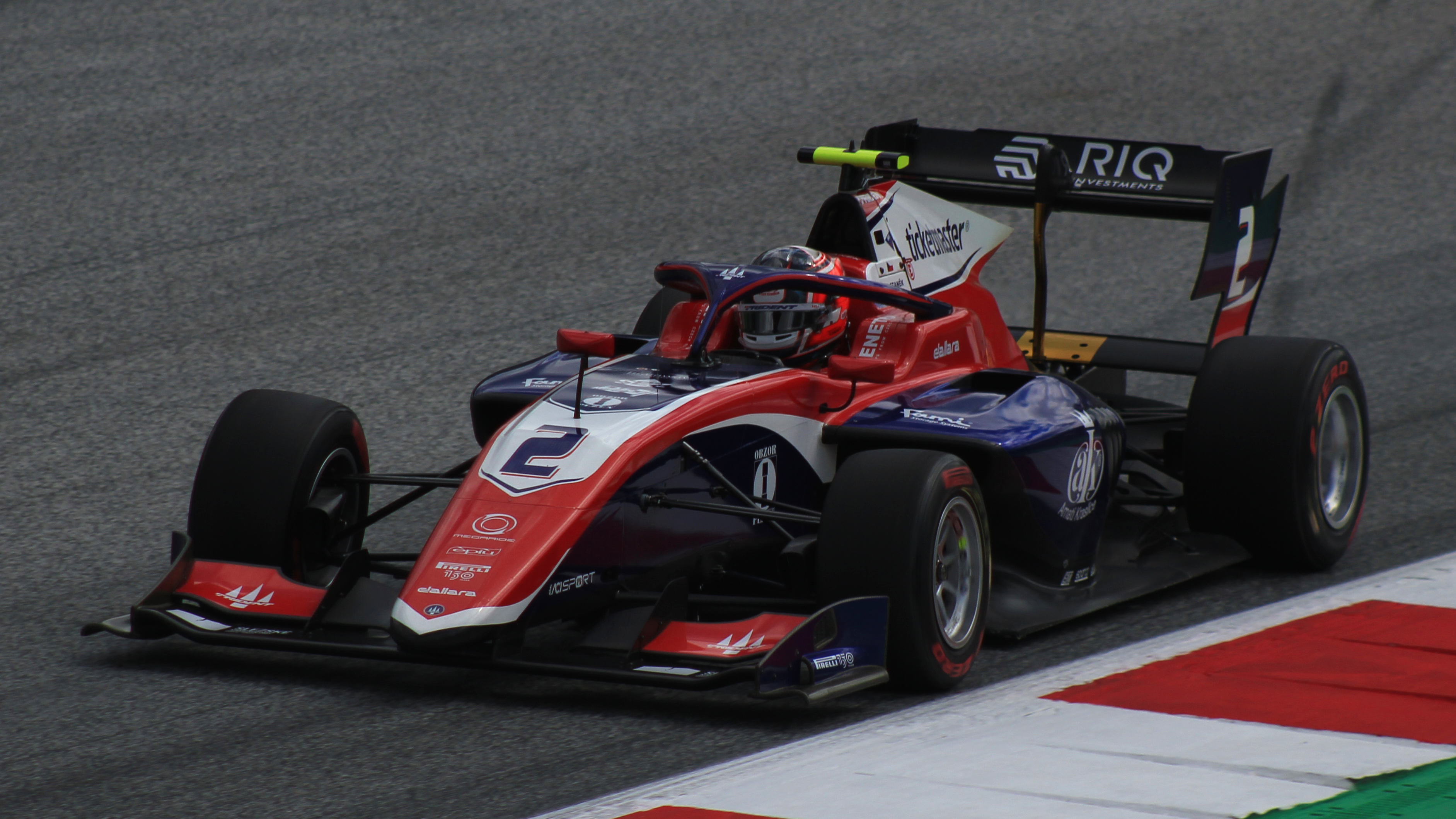
Roman Staněk en Formule 3 FIA en 2022 à Spielberg.

Il rejoint ensuite l'équipe de Trident Racing pour la saison 2022. A Bahreïn, il connait une week-end difficile avec des crevaisons lors des deux courses avant de rebondir avec une victoire lors de la course principale à Imola se qui lui permet de remonter troisième du championnat. Il décroche ensuite la pole position lors de la manche suivante à Barcelone  mais il termine second de la course derrière Victor Martins. A Silverstone, il est impliqué dans un accrochage malheureux avec Grégoire Saucy qui l'oblige à abandonner. Il ne parviendra pas à finir mieux que cinquième au cours des deux manches suivantes. Il réalise ensuite deux deuxième places à Spa-Francorchamps,. Après avoir inscrit d'autres points à Zandvoort, Staněk arrive à Monza en étant troisième du championnat. Malgré une qualification positive, il ne parvient pas à prendre l'avantage lors des courses et finit la saison cinquième avec une victoire et quatre podiums.

### La Formule 2

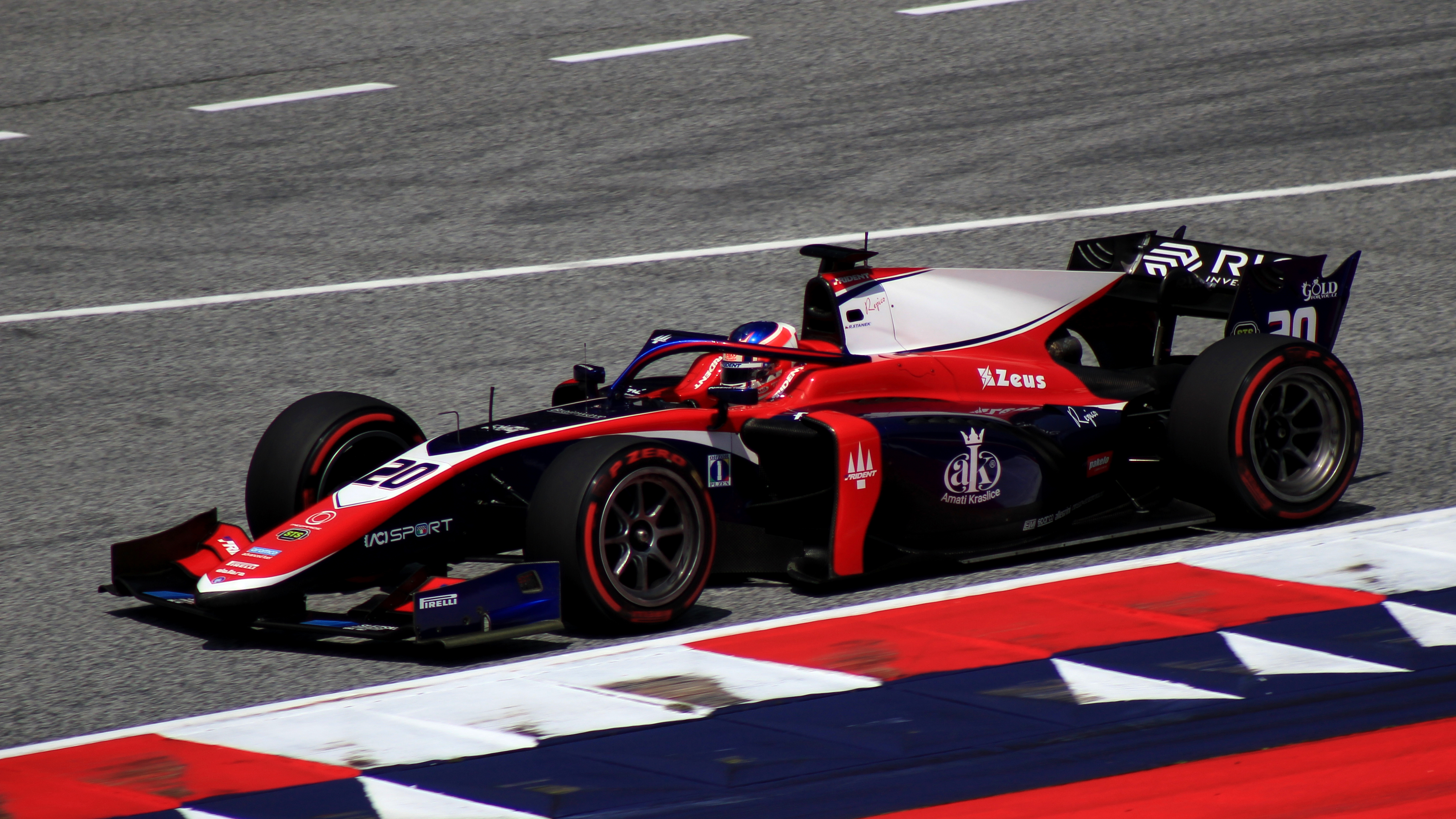
Roman Staněk en Formule 2 en 2023 à Spielberg.

Fin 2022, Staněk prend part aux essais d'après-saison de la Formule 2, toujours avec Trident Racing. Le 11 janvier 2023, l'écurie italienne annonce sa titularisation pour la saison 2023 aux côtés du français Clément Novalak. La saison s'avère difficile pour le pilote tchèque malgré une bonne pointe de vitesse où il passe notamment de la vingt-deuxième à la septième place lors de la course principale de Monaco et réalise une troisième place lors des qualifications de Monza. Il se classe dix-huitième du championnat avec 15 points. Il participe en fin de saison au Grand Prix de Macao où il termine à la douzième place.

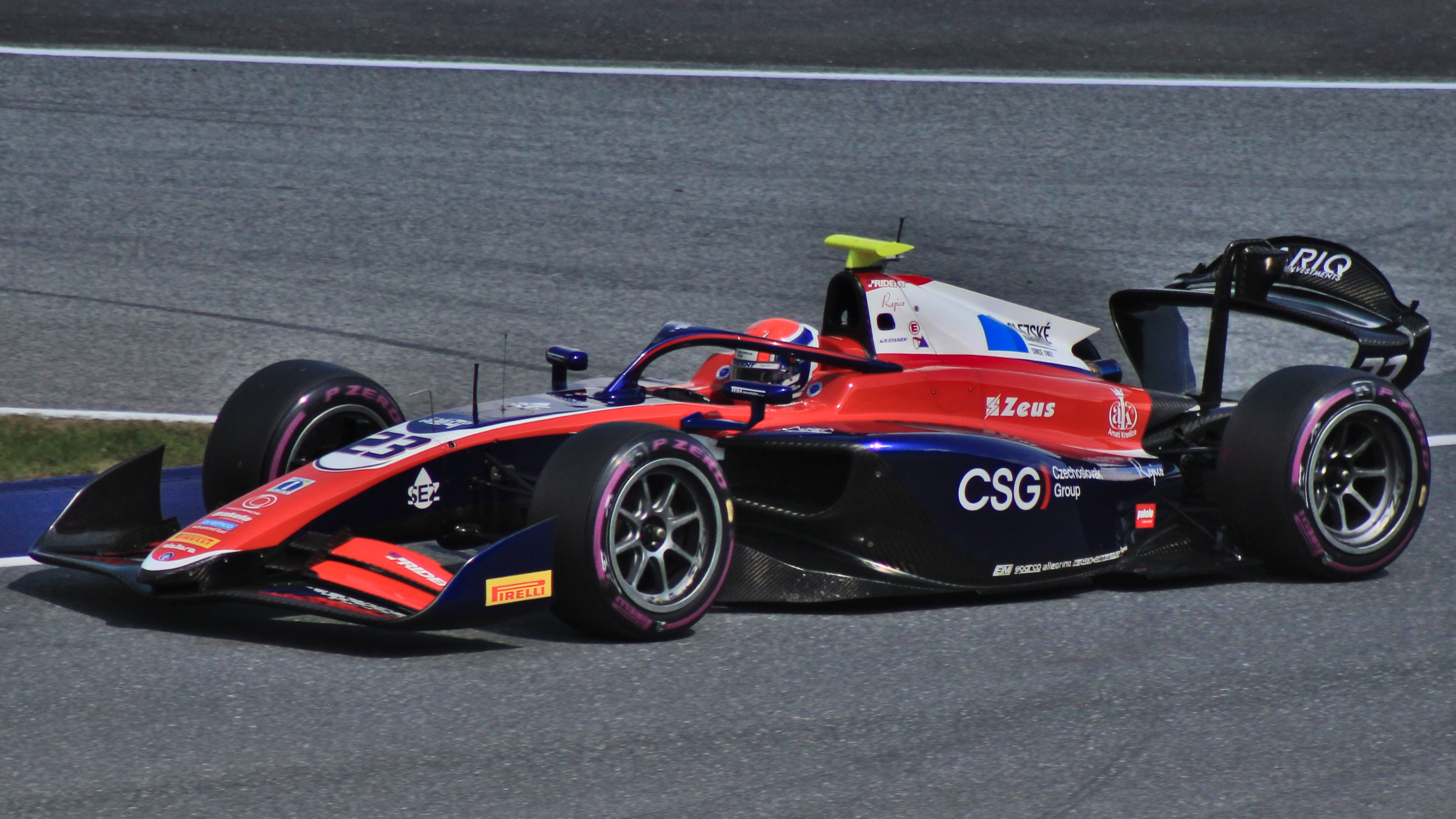
Roman Staněk en Formule 2 en 2024 à Spielberg.

Après une période où son retour était incertain en raisons de problèmes de budget, Staněk parvient à trouver de nouveaux sponsors par le biais du Czechoslovak Group et rempile chez Trident où il fait cette fois équipe avec Richard Verschoor,. Il remporte sa première victoire en Formule 2 lors de la course sprint de Melbourne grâce à une démonstration défensive fructueuse et une pénalité infligée au vainqueur initial Isack Hadjar.
A l'issue de la manche de Monza, il quitte l'écurie Trident en raison d'une matériel insatisfaisant mais aussi en raison d'un manque de budget pour terminer la saison et est alors remplacé par Christian Mansell. Il se classe vingt-deuxième du championnat avec 14 points.

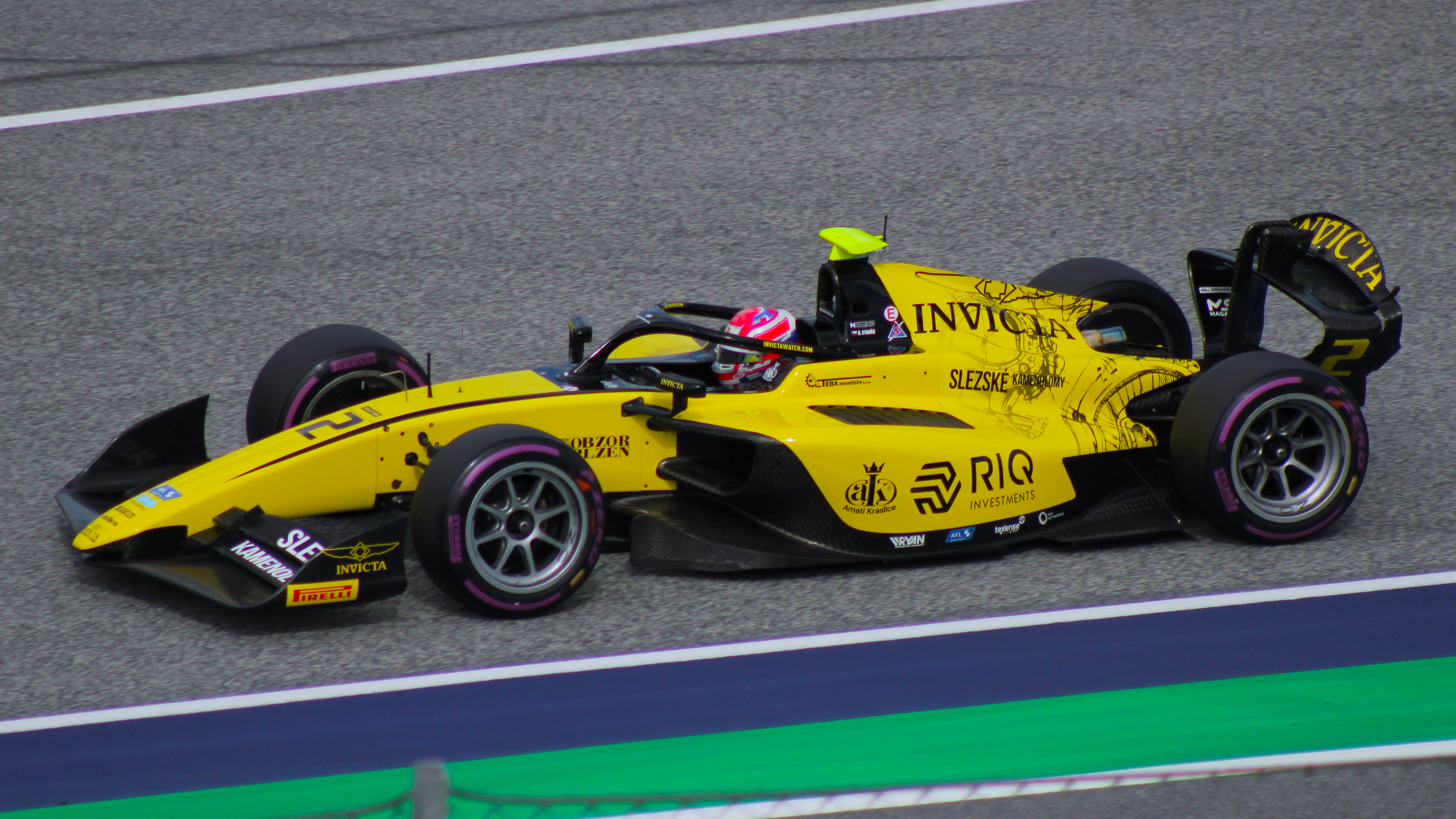
Roman Staněk en Formule 2 en 2025 à Spielberg.

Pour la saison 2025, Staněk fait son retour dans la discipline après avoir manqué les trois dernières manches de la saison précédante. Cette fois, il se tourne vers Invicta Racing et fait équipe avec le champion en titre de Formule 3, Leonardo Fornaroli. En début de saison, il réalise deux prometeuses cinquième place lors des courses sprint de Melbourne et de Djeddah. A Monaco, il termine septième de la course principale après avoir profité du carambolage du premier tour pour gagner de nombreuses places. Lors de la course sprint du Red Bull Ring, il décroche son premier podium de la saison en terminant troisième de la course sprint puis réalise le même résultat lors de la course sprint de Silverstone. Ces deux podiums sont séparés par une huitième place obtenue lors de la course principale en Autriche.

## Résultats en compétition automobile
| Saison | Championnat                                      | Écurie                | Courses | Victoires | Pole positions | Meilleurs tours | Podiums | Points | Classement |
| ------ | ------------------------------------------------ | --------------------- | ------- | --------- | -------------- | --------------- | ------- | ------ | ---------- |
| 2019   | Championnat des Émirats arabes unis de Formule 4 | Dragon Racing         | 4       | 0         | 0              | 0               | 0       | /      | NC†        |
| 2019   | Championnat d'Allemagne de Formule 4             | US Racing-CHRS        | 20      | 2         | 0              | 2               | 5       | 165    | 4e         |
| 2019   | Championnat d'Italie de Formule 4                | US Racing-CHRS        | 18      | 1         | 6              | 2               | 4       | 144    | 5e         |
| 2020   | Formule 3 FIA                                    | Charouz Racing System | 18      | 0         | 0              | 0               | 0       | 3      | 21e        |
| 2020   | Formula Renault Eurocup                          | MP Motorsport         | 2       | 0         | 0              | 0               | 0       | 2      | 18e        |
| 2021   | Formule 3 asiatique                              | Hitech Grand Prix     | 15      | 0         | 0              | 0               | 0       | 60     | 10e        |
| 2021   | Formule 3 FIA                                    | Hitech Grand Prix     | 20      | 0         | 0              | 0               | 2       | 29     | 16e        |
| 2021   | Euroformula Open                                 | Team Motopark         | 3       | 1         | 0              | 0               | 2       | 55     | 12e        |
| 2022   | Formule 3 FIA                                    | Trident               | 18      | 1         | 1              | 2               | 4       | 117    | 5e         |
| 2023   | Formule 2                                        | Trident               | 26      | 0         | 0              | 0               | 0       | 15     | 18e        |
| 2024   | Formule 2                                        | Trident               | 22      | 1         | 0              | 0               | 1       | 14     | 22e        |
| 2025   | Formule 2                                        | Invicta Racing        | 19      | 1         | 1              | 1               | 4       | 77     | 8e         |

† Pilote invité non éligible pour marquer des points.